# Ali Duran Gülçiçek

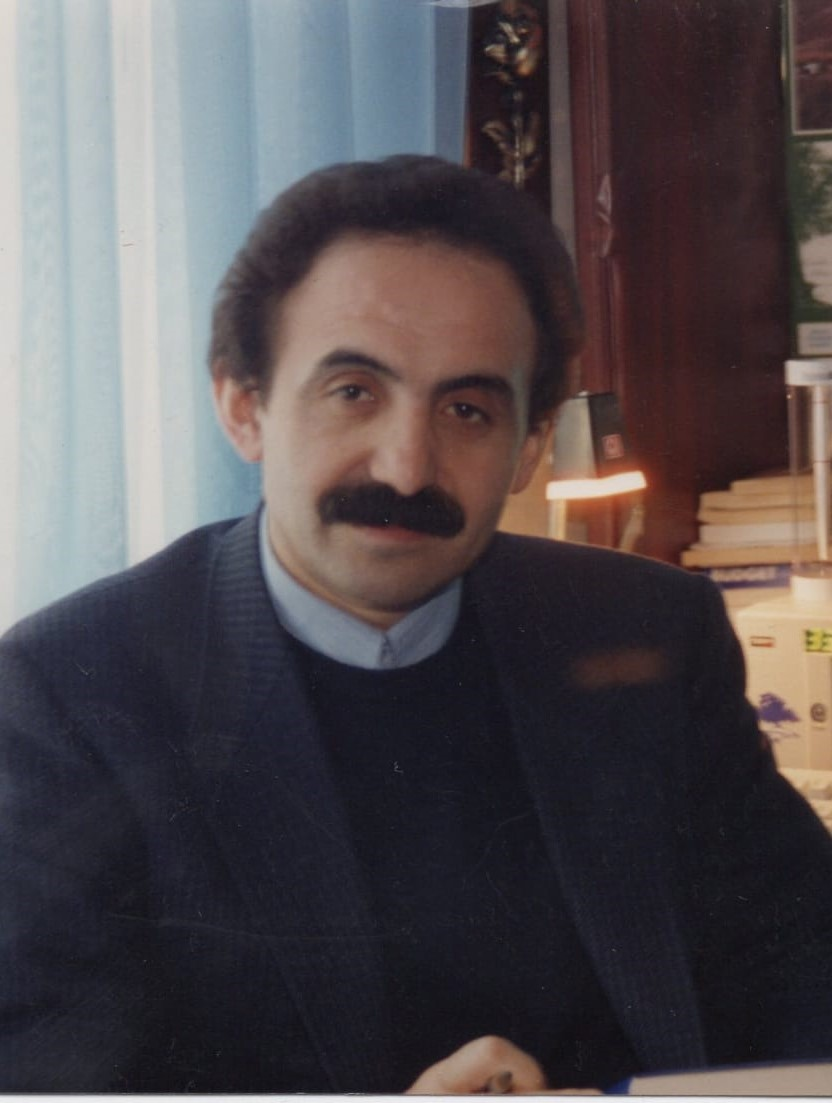
Ali Duran Gülçiçek

Ali Duran Gülçiçek (* 1955 in Sivas, Türkei) ist ein deutscher Autor türkischer Herkunft. In seinen Büchern stellte er deutschen und türkischen Lesern die Konfession der Aleviten vor.

## Leben
Gülçiçek kam 1977 nach Deutschland, wo er einen akademischen Abschluss in Sozialwissenschaften machte, und wirkt heute im deutsch-türkischen Bürgerverein in Köln. Daneben war er unter anderem am Aufbau des Ethnographia Anatolica Studien- und Kulturzentrums e.V. in Köln beteiligt.
Gülçiçeks wissenschaftliche Arbeiten zur alevitischen Überzeugung und Lehre fanden auch in deutschsprachigen Publikationen Niederschlag. Erstmals stellte er der deutschen Leserschaft das Alevitentum Anfang der 90er Jahre in Der Weg der Aleviten (Bektaschiten) – Menschenliebe, Toleranz, Frieden und Freundschaft vor, inzwischen ein mehrfach wiederaufgelegtes Werk zum Thema. Dieser religionswissenschaftlichen Veröffentlichung folgte die Witzesammlung 99 Bektaschi Witze (1996), die sich dem Bektaschismus humorvoll nähert. Gülçiçek publiziert in türkischer und deutscher Sprache sowie in zweisprachigen Ausgaben.

## Buchveröffentlichungen
- Der Weg der Aleviten (Bektaschiten) – Menschenliebe, Toleranz, Frieden und Freundschaft. Köln 1996. (3. Auflage. 2003, ISBN 3-935832-00-1)
- 99 Bektaschi-Witze. Bektaşi fıkraları. 2. Auflage. Verlag Ethnographia Anatolica, Köln 2003, ISBN 3-935832-01-X. (deutsch-türkisch)
- Şah Ismail ile Gülizar, Asuman ile Zeycan, Dizo ile Zülüf Hatun (drei Volkserzählungen in Liedform). Ethnographia Anatolica, Köln  2003, ISBN 3-935832-03-6.
- Her yönüyle alevilik (bektaşilik, kızılbaşlık) ve onlara yakın inançlar. Ethnographia Anatolica, Köln  2004, ISBN 3-935832-03-6.
- Alevi-Bektasi fikra, nükte ve hiciv antolojisi. Ethnographia Anatolica, 2003, ISBN 3-935832-02-8.